# 627

## أحداث
- قوات الإمبراطورية البيزنطية تحت إمرة الإمبراطور هرقل تهزم قوات الإمبراطور الفارسي كسرى الثاني بقيادة القائد رهزاد بالقرب من مدينة الموصل في الزمن الحاضر بالعراق.
- 23 فبراير - غزوة الخندق.
- 13 مارس - صلح الحديبية
- 23 أبريل - غزوة بني قريظة.
- 30 أغسطس - غزوة بني لحيان.
- 16 ديسمبر - غزوة ذي قرد.

## مواليد
- عنبسة بن أبي سفيان

## وفيات
- ربيعة بن طريف العنبري شاعر عربي في العصر الجاهلي.